# Kocobędz
Kocobędz (cz. Chotěbuzⓘ, niem. Kotzobendz) – wieś gminna i gmina w kraju morawsko-śląskim, w powiecie Karwina w Czechach. W latach 1974–1997 znajdowała się w granicach administracyjnych Czeskiego Cieszyna.
Na północy sąsiaduje z Karwiną (dzielnica Łąki) i Olbrachcicami, na zachodzie i południu z Czeskim Cieszynem. Wschodnią granicę wyznacza rzeka Olza stanowiąca na tym odcinku również granicę polsko-czeską. Gmina położona jest w historycznym regionie Śląska Cieszyńskiego.

## Podział administracyjny
Gmina składa się czterech obrębów ewidencyjnych i trzech gmin katastralnych. Gminy katastalne to:
- Kocobędz – położona w zachodniej części gminy, ma powierzchnię 573,3 ha[4] (54% obszaru całej gminy).
- Podobora, dawniej również Podoborce lub Zwierzyniec[5] (cz. Podobora, niem. Theirgarten) – położona w północno-wschodniej części gminy, ma powierzchnię 239,13 ha[6] (22,5% obszaru gminy).
- Ligota Alodialna (cz. Zpupná Lhota, niem. Allodial-Ellgoth) – położona w południowo-wschodniej części gminy, ma powierzchnię 248,63 ha[7] (23,4% obszaru gminy).

W gminie katastralnej Kocobędz znajdują się również Zadky stanowiące obręb ewidencyjny.

## Ludność

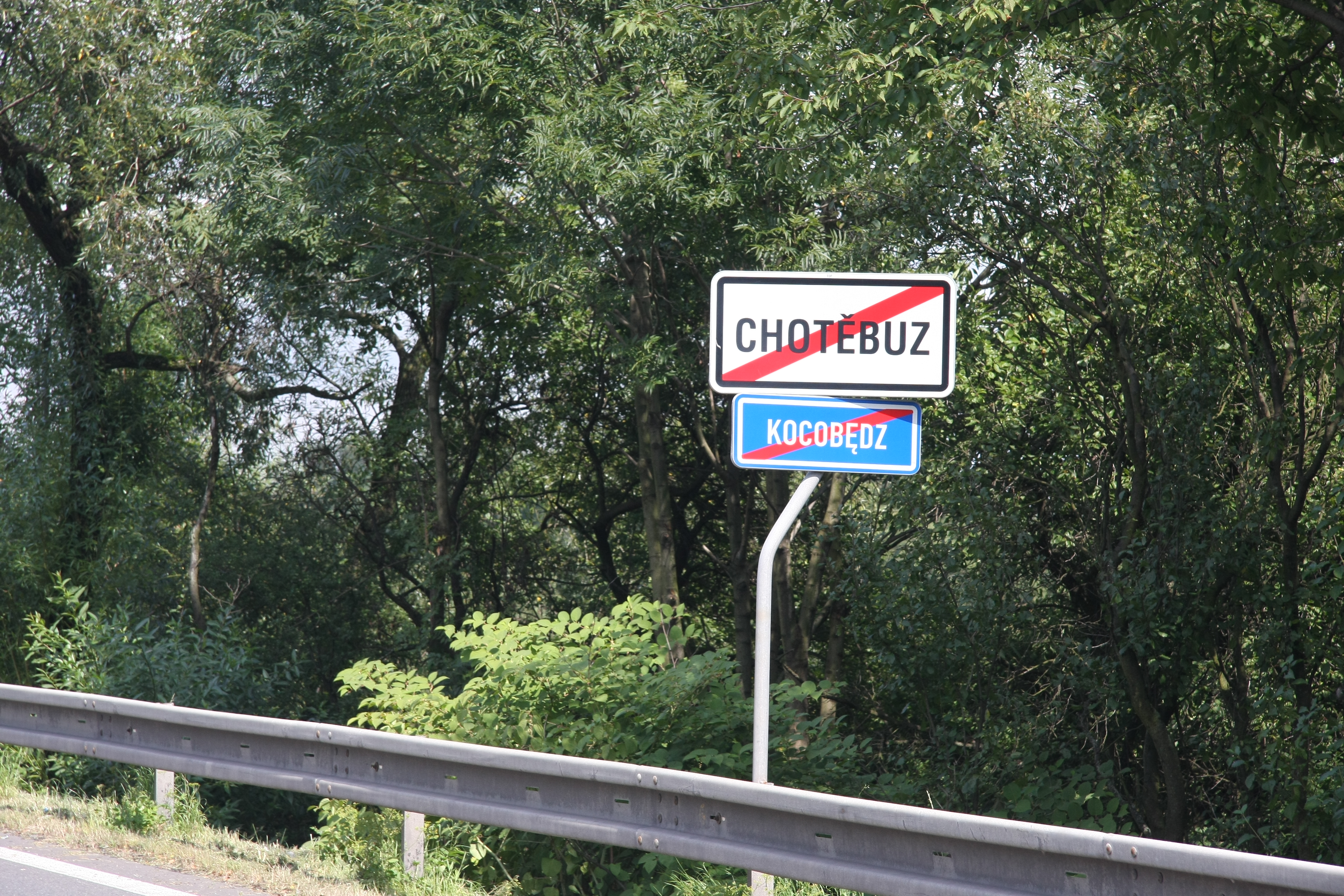
Dwujęzyczna tablica

W 2001 roku 21,3% populacji gminy stanowili Polacy, następnymi pod względem wielkości mniejszościami byli Słowacy (1,7%) i Ślązacy (1,1%). Osoby wierzące stanowiły 77,1% populacji, zaś największą grupą wyznaniową byli katolicy, 59,4% wierzących.

## Nazwa
Nazwa wsi jest nazwą dzierżawczą utworzoną od nazwy osobowej Chociebąd. W polskiej wymowie gwarowej: kocobync.
Słownik geograficzny Królestwa Polskiego i innych krajów słowiańskich podawał (w opisie położenia Olbrachcic) nazwę Chociebądź.
W czasie, kiedy Księstwo Cieszyńskie znajdowało się bezpośrednio pod rządami Habsburgów, w języku niemieckim używano nazwy Kotzobendz.

## Historia
Kocobędz to jedna z najstarszych miejscowości na Śląsku Cieszyńskim. Miejscowość została po raz pierwszy wzmiankowana w 1229 roku, w bulli papieża Grzegorza IX dla benedyktynów tynieckich, zatwierdzającej ich posiadłości w okolicy Orłowej, w tym właśnie Kocobędz jako Koczobontz (Koczobenz). W 1268 powstał klasztor Benedyktynów w Orłowej, a Kocobędz stanowił odtąd jego uposażenie. Benedyktyni zbudowali tu drewniany dwór wraz z obwarowaniem.
Wieś politycznie znajdowała się początkowo w granicach piastowskiego (polskiego) księstwa opolsko-raciborskiego. W 1290 w wyniku trwającego od śmierci księcia Władysława opolskiego w 1281/1282 rozdrobnienia feudalnego tegoż księstwa powstało nowe księstwo cieszyńskie, w granicach którego znalazł się również Kocobędz. Od 1327 księstwo cieszyńskie stanowiło lenno Królestwa Czech, a od 1526 roku w wyniku objęcia tronu czeskiego przez Habsburgów wraz z regionem aż do 1918 roku w monarchii Habsburgów (potocznie Austrii). Z czasem wieś przeszła w ręce książąt cieszyńskich. W 1447 Kocobędz wszedł w skład wydzielonego działu księcia Bolka II, pod koniec średniowiecza była już wsią szlachecką.
Po sekularyzacji zakonu i przekazaniu wsi przez księcia Wacława III Adama w 1559 swemu kanclerzowi Wacławowi Rudzkiemu, wybudowano dwór murowany oraz istniejącą do dziś dwunastometrową okrągła wieżę. W 1782 przeprowadzono późnobarokową przebudowę dworu, a w 1840 przekształcono go w myśliwski zameczek. W 1872 w zabudowaniach otwarto Śląską Krajową Szkołę Rolniczą, która działała do 1923. Ostatni większy remont dworu miał miejsce w 1947, a w 1970 został opuszczony i popada w coraz większą ruinę. W 2004 poddano kompleksowej renowacji zabytkową wieżę.
Według austriackiego spisu ludności z 1910 Kotzobendz bez wchodzących w skład gminy Allodial-Ellgoth i Thiergarten miał 592 mieszkańców, z czego 563 (95,1%) było polsko-, 25 (4,2) niemiecko- a 4 (0,7%) czeskojęzycznymi, 262 (44,3%) było katolikami, 327 (55,2%) ewangelikami a 3 (0,5%) było innej jeszcze innej religii lub wyznania niż kalwinizm czy judaizm. Podobora (niem. Theirgarten) miał 172 mieszkańców, z czego 168 (97,7%) było polsko- a 4 (2,3%) niemieckojęzycznymi, 61 (35,5%) było katolikami a 111 (64,5%) ewangelikami, a w Ligocie Alodialnej (cz. Zpupná Lhota, niem. Ullodial-Ellgoth) mieszkało 409 osób, z czego 394 było zameldowanych na stałe, 371 (94,2%) było polsko-, 13 (3,3%) czesko- a 10 (2,5%) niemieckojęzycznymi, 225 (55%) było katolikami, 179 (43,8%) ewangelikami a 5 wyznawcami judaizmu. Łącznie gmina miała 1173 mieszkańców, 95,2% stanowiły osoby polsko-, 3,4% niemiecko- a 1,5% czeskojęzyczne, 46,7% katolicy, 52,6% ewangelicy. 
W 1920 roku dochodzi do podziału Śląska Cieszyńskiego jak również Ligoty Alodialnej i Podobory wzdłuż Olzy, a większa część gminy wraz z całym Kocobędzem znalazła się w granicach Czechosłowacji. W październiku 1938 Kocobędz został zaanektowany wraz z resztą tzw. Zaolzia przez Polskę, zaś podczas II wojny światowej przez nazistowskie Niemcy. Po wojnie przywrócona Czechosłowacji. Do 1960 roku znajdowała się w powiecie Czeski Cieszyn, następnie w powiecie Karwina. 1 stycznia 1975 gmina Kocobędz została przyłączona do Czeskiego Cieszyna, od którego oddzieliła się 1 stycznia 1998 roku.
W latach 1991–2007 na terenie gminy funkcjonowało największe przejście graniczne pomiędzy Czechami a Polską.

## KołoPZKOw Kocobędzu

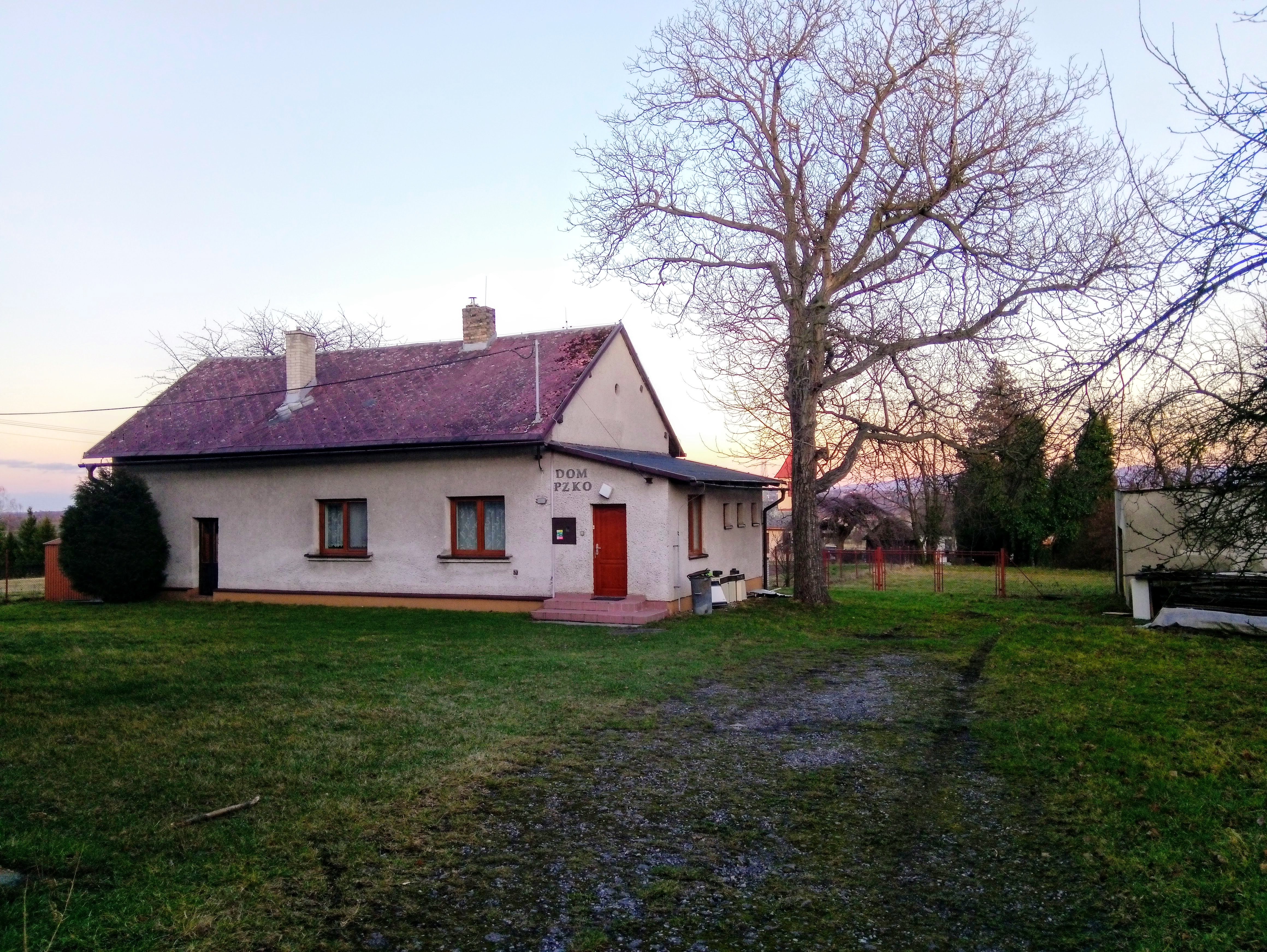
PZKO w Kocobędzu

Koło powstało w 1957 roku, kiedy wyodrębniło się z dużego Koła PZKO Kocobędz-Ligota. Koło nosiło początkowo nazwę Kocobędz II. Koło organizuje coroczne bale dla około 300 osób. We wrześniu 2018 roku, z okazji sześćdziesięciolecia Koła i 20-lecia Domu PZKO odbył się Jubileuszowy Festyn Ogrodowy. Koła organizuje również takie imprezy, jak Jajecznica, Placki i Balik dla dzieci. 

## Cieszynisko

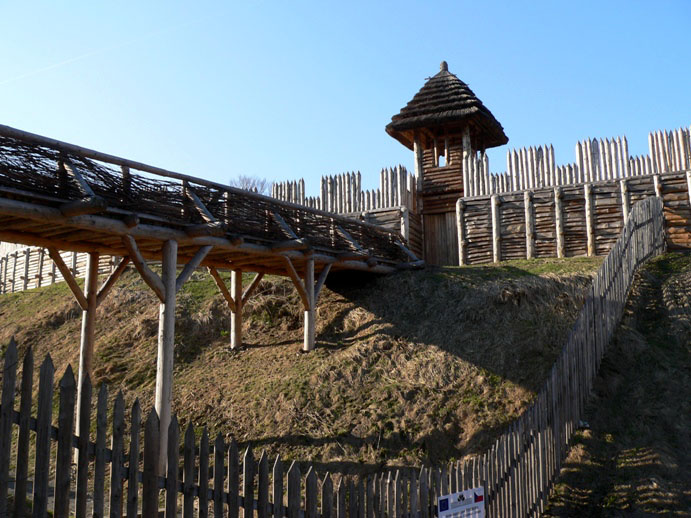
Archeopark w Podoborze

W gminie katastralnej Podobora (pl. Zwierzyniec) otwarto 16 listopada 2005 archeopark, gdzie zrekonstruowano słowiańskie grodzisko. W miejscu tym odkryto pozostałości osadnictwa z późnej epoki brązu i okresu halsztackiego, a także późniejsze ślady Słowian z 2 połowy VIII wieku. Kres istnienia grodu (zwanego Cieszynisko lub Stary Cieszyn) nastąpił w XI/XII wieku, kiedy osadnictwo przeniosło się w rejon Góry Zamkowej w Cieszynie.

## Ludzie związani z Kocobędzem
W Kocobędzu urodzili się:
- Rudolf Theifert – ksiądz katolicki, jezuita,
- František Antonín Novák – botanik,
- Stanisław Kubisz (1898–ok. 1940) – filozof, pracownik oświatowy.
- Zofia Kubisz (1899–?) - przedszkolanka, łączniczka AK